# Caught Bending
Caught Bending è un cortometraggio muto del 1914 diretto da Hay Plumb.

## Produzione
Il film fu prodotto dalla Hepworth.

## Distribuzione
Distribuito dalla Hepworth, il film - un cortometraggio di 251,1 metri - uscì nelle sale cinematografiche britanniche nell'aprile 1914.
Fu distrutto nel 1924 dallo stesso produttore, Cecil M. Hepworth. Fallito, in gravissime difficoltà finanziarie, Hepworth pensò in questo modo di poter almeno recuperare il nitrato d'argento della pellicola.